# BE (방탄소년단의 음반)
《BE》는 대한민국의 보이 그룹 방탄소년단의 일곱 번째 미니 음반이다. 2020년 11월 20일 빅히트 엔터테인먼트와 컬럼비아 레코드를 통해 발매되었다. 제목은 '~이다'와 '존재하다'라는 의미를 가진 단어 be를 뜻하는 것으로, 우리라는 존재에 관한 이야기를 전하는 음반이라는 의미를 지니고 있다.

## 배경
팬데믹으로 인해 원래 우리의 계획이 많이 중단되었다. 하지만 팬데믹은 우리에게 한 발짝 물러서서 우리의 음악뿐만 아니라 우리 자신에게 집중할 수 있는 기회를 제공하였다. 이번 음반에는 전례가 없는 기간 동안 느꼈던 감정을 반영하였다. 콘셉트를 짜는 것부터, 구성, 시각 디자인 등 제작 전반에서도 멤버들끼리 역할을 맡아 한 걸음 더 나아갈 수 있었다.— 지민, 롤링 스톤 인디아

방탄소년단은 2020년 2월 네 번째 한국어 음반인 《MAP OF THE SOUL : 7》을 발매하였고, 비평과 상업에서 모두 성공하였다. 이 음반을 이어 방탄소년단의 네 번째 콘서트 투어인 MAP OF THE SOUL TOUR를 진행할 예정이었으나, 코로나19 범유행으로 인해 연기되었다. 2020년 4월 17일 RM은 유튜브에서 생방송을 진행하는 도중 현재 새 음반을 작업하고 있다고 밝혔다. 또한 RM은 음반을 작업하는 과정을 코로나로 봉쇄된 곳에 있는 팬들과 "StayConnected"와 "CarryOn"이라는 주제가 있는 비디오로 소통하고 공유할 것이라고 말하였다.
4월 24일, 슈가는 또 다른 영상에서 "음반 작업을 시작하기 전에 우리끼리 담당을 정하여 시작하였다. 총괄 매니저, 비주얼 총괄 매니저, 음악 총괄 매니저를 정했으며, 서로 상의를 거쳐 나누었다"고 밝혔다. 지민은 5월 1일 유튜브 라이브 스트리밍에서 자신이 음악 총괄 매니저로 위촉되었다고 언급하면서, 이번 음반이 자체 제작 음반이 될 것이라고 말하였다. 이어서 지민은 자신의 역할에 대해 "어떤 식으로 해야 할지는 모르겠지만 도움이 되기 위해 노력하고 있는 중이다. PM으로서 멤버들이 어떻게 음악 작업을 하고 싶은지, 어떤 스타일의 곡을 하고 싶고, 구성은 어떻게 하며, 어떤 멤버가 이에 잘 어울릴지 등을 정리해서 회사랑 논의하는 중"이라고 밝혔다.
5월 7일, 뷔, 제이홉, RM 이 세 사람 중 뷔가 비주얼 프로젝트의 총괄 매니저 역할을 맡았으며, 음반의 콘셉트와 재킷 사진, 스타일링 등에 대해 논의하는 영상을 게재하였다. 6월 16일, 지민은 음반의 작사 및 녹음에 대해 밝혔다. 8월 13일 빅히트 엔터테인먼트는 기업설명회를 열어소속사가 방탄소년단의 새 음반이 2020년 4분기에 발매될 것이라고 언급하였다. 이어 방탄소년단은 틴 보그와의 인터뷰에서 "음반 제작 과정에 직접 참여하게 되면서 우리의 음악과 창의성을 더 많은 측면에서 탐구할 수 있게 되었다. 모든 멤버들이 어떻게든 음반에 참여하고 있기 때문에 이전보다 막판에 수정하는 일이 많아지면서 최종 발매일에 대한 불확실성이 더욱 커지고 있다."고 말했다. 언론에 따르면 음반은 "새로운 일상에서도 우리의 삶은 계속된다"고 밝히고 있으며, "세상에 힐링하는 메시지를 담고 있다," "음반 작업 중의 방탄소년단의 생각과 감정, 그리고 깊은 반성을 반영하고 있다," 이 프로젝트가 지금까지 나온 음반 중 가장 방탄소년단스러운 음악일뿐만 아니라 훨씬 더 풍부한 음악을 제공한다"고 밝혔다.

## 홍보
2020년 9월 28일, 빅히트는 트위터와 BTS 위버스에 티저 포스터와 함께 음반의 새 제목을 알렸고, 이와 함께 발매일과 디럭스 음반의 선주문도 같이 발표하였다. 10월 30일, BTS는 트위터에 이번 음반의 리드 싱글이 〈Life Goes On〉임을 발표하였다.

## 트랙 리스트
| #            | 제목                    | 작사                          | 작곡                          | 재생 시간 |
| ------------ | ----------------------- | ----------------------------- | ----------------------------- | --------- |
| 1.           | 〈Life Goes On〉        |                               |                               | 3:27      |
| 2.           | 〈내 방을 여행하는 법〉 |                               |                               | 3:42      |
| 3.           | 〈Blue & Grey〉         |                               |                               | 4:15      |
| 4.           | 〈Skit〉                |                               |                               | 3:00      |
| 5.           | 〈잠시〉                |                               |                               | 3:22      |
| 6.           | 〈병〉                  |                               |                               | 4:00      |
| 7.           | 〈Stay〉                |                               |                               | 3:25      |
| 8.           | 〈Dynamite〉            | David Stewart Jessica Agombar | David Stewart Jessica Agombar | 3:19      |
| 총 재생 시간 | 총 재생 시간            | 총 재생 시간                  | 총 재생 시간                  | 28:30     |

## 발매
| 지역   | 날짜             | 포맷                        | 레이블          | 출처   |
| ------ | ---------------- | --------------------------- | --------------- | ------ |
| 전세계 | 2020년 11월 20일 | CD 디지털 다운로드 스트리밍 | 빅히트 컬럼비아 | [ 14 ] |